# 天津市第三十二中学

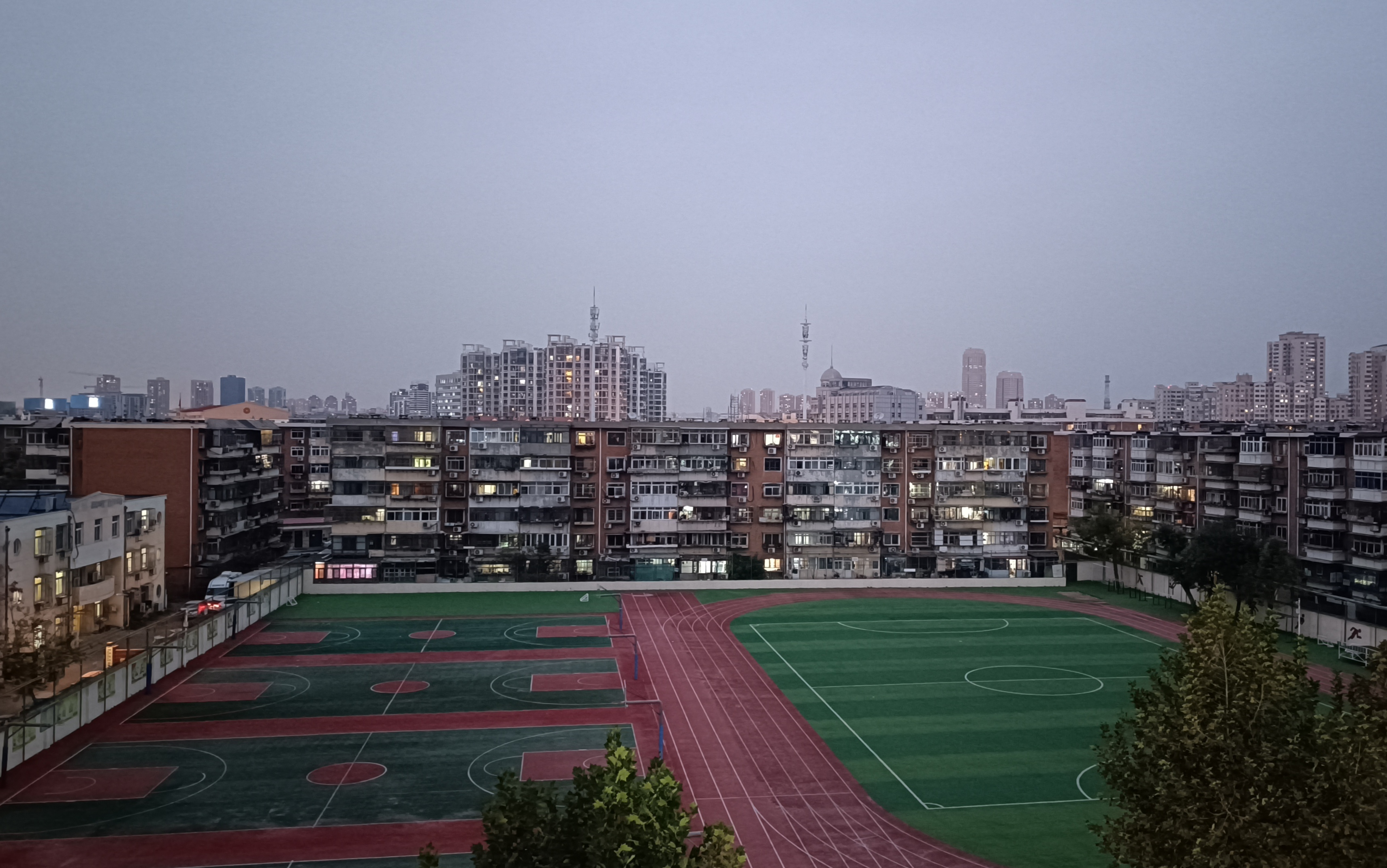
三十二中初中部操场

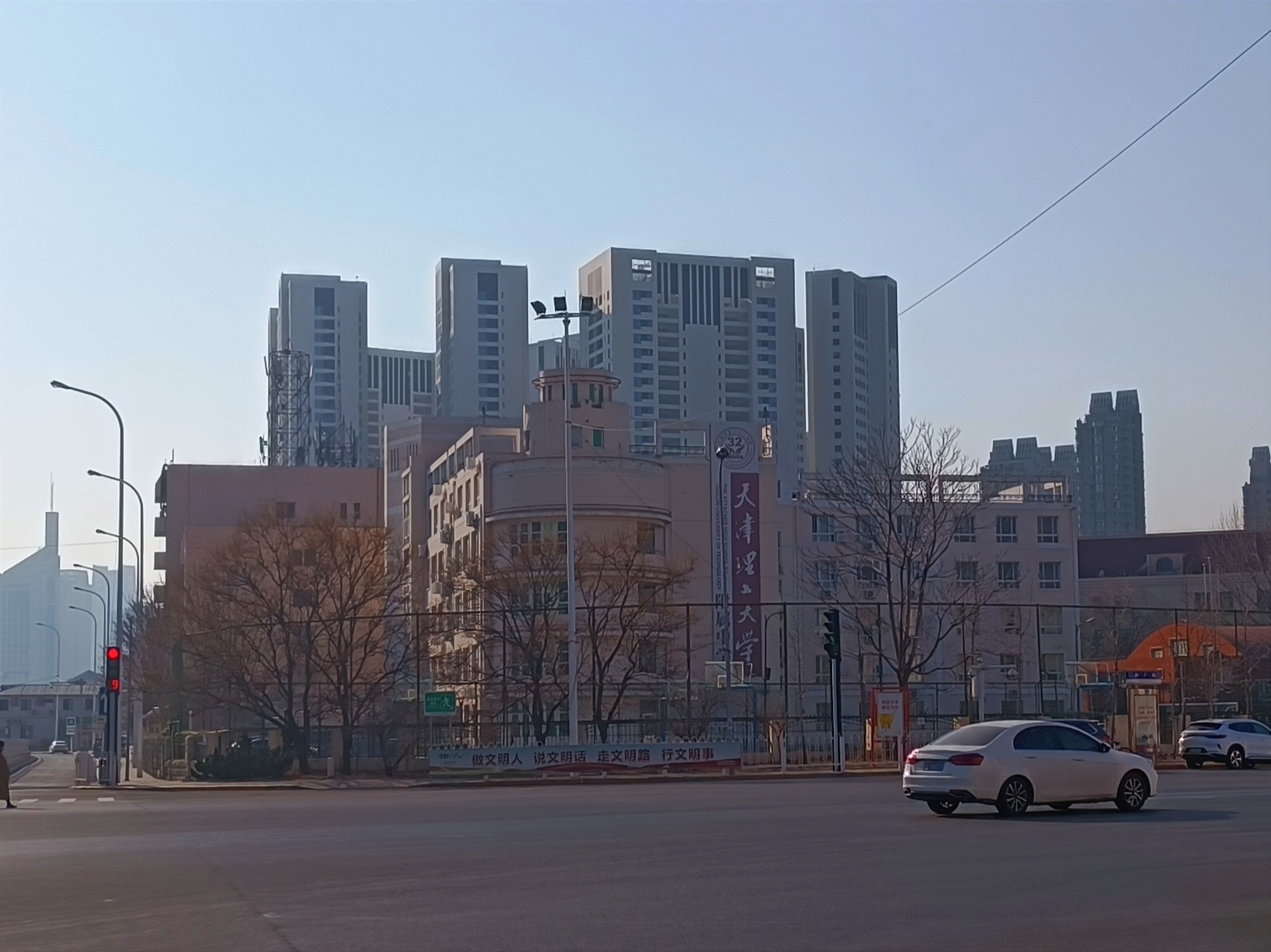
三十二中高中部远景

天津市第三十二中学，简称三十二中，始建于1947年，前身是私立正风中学。七十余年积淀了“正风致知”的学校精神，正德修身、风清气正的学校文化。2014年天津理工大学和河东区教育局合作办学，将学校建设为天津理工大学附属中学，形成“一校双牌”教育模式。天津市第三十二中学分为初中部和高中部两个校区，均位于天津市河东区春华街道。